# Live at Fabrik, Hamburg 1980
Live at Fabrik, Hamburg 1980 ist ein Jazzalbum von Pharoah Sanders. Die als Mitschnitt des Rundfunksenders NDR 1980 im Hamburger Veranstaltungsort Fabrik entstandenen Aufnahmen erschienen 2023 auf dem Label Jazzline Classics.

## Hintergrund
Bis Juni 1980, als Live at Fabrik in Hamburg-Ottensen aufgenommen wurde, habe Sanders eine Reihe musikalischer Akkulturationen durchgemacht, schrieb Chris May. Begonnen hatte sein Berufsleben als Honker und Screamer in R&B-Bands, bevor er in die freie Improvisation eingetaucht sei, zuerst unter seinem eigenen Namen, dann kurz bei Sun Ra und mehrere Jahre bei John Coltrane. Nach dessen Tod 1967 entwickelte Sanders bereits mit Alice Coltrane einen weniger aggressiven kosmischen Jazz, einen Stil, den er mit seinem eigenen Debüt auf dem Label Impulse! Records, Tauhid im Jahr 1967 vorgestellt habe.
Mitte der 1970er Jahre nahm Sanders zunehmend Material aus dem Great American Songbook auf und verstärkte gleichzeitig den Anteil afrikanischer Musik in seinem Stil, so der Autor. All diese Phasen und kämen auf dem Mitschnitt aus Hamburg zusammen, oft auf demselben Track. Sanders leitete bei dem Auftritt ein Quartett, zu dem der Pianist John Hicks, der Bassist Curtis Lundy und der Schlagzeuger Idris Muhammad gehören. Das Album ist praktisch eine Live-Performance von Material aus Sanders’ Album Journey to the One (Theresa, 1980), das im Dezember 1979 entstanden war, als Hicks und Muhammad bereits in der Band waren und kurz davor Lundy Ray Drummond ersetzte. Vier der Tracks sind Kompositionen von Sanders, die einzige Coverversion ist Richard Rodgers’ „It’s Easy to Remember“, eine Anspielung auf seine Zeit bei John Coltrane, der es auf dem Album Ballads (Impulse!, 1963) aufgenommen hatte. Der Mitschnitt endet mit einem verkürzten „The Creator Has a Masterplan“, von dem Sanders die Hälfte der Vorstellung der Band überlässt; „Greetings to Idris“ stellt die Zugabe dar.

## Titelliste
- Pharoah Sanders Quartet: Live at Fabrik, Hamburg 1980 (Jazzline Classics)[2]

1. You Gotta Have Freedom
2. It’s Easy to Remember (Richard Rodgers)
3. Dr Pitt
4. The Creator Has a Masterplan
5. Greetings to Idris

Wenn nicht anders vermerkt, stammen die Kompositionen von Pharoah Sanders.

## Rezeption
Chris May, der das Album in All About Jazz rezensierte, zeichnete es mit vier Sternen aus und bezeichnete es als großartiges Album. Man könne sich nur wundern, warum es nicht schon vor langer Zeit veröffentlicht wurde.
Dies sei „wunderbare, zeitlose, schöne Musik“, lobte Mike Gates (UK Vibe), der es mit der Höchstbewertung auszeichnete. „Als einer dieser verborgenen Schätze aus dem Archiv des NDR sollte das Album die Erinnerung an die Veränderungen und Revolutionen in der Welt des Jazz vor mehr als vier Jahrzehnten wachrufen, ist nun aber mehr als das geworden – eine Erinnerung und Hommage an die späten, großen Saxophonisten und seine unglaubliche Musik. “